# Народный союз (Россия)
 «Наро́дный сою́з» — политическая партия в России, существовавшая с 1991 по 2008 годы. Была представлена в Госдуме IV созыва. Старое название партии: «Народная воля». С 13 ноября 2008 г. преобразовано в движение РОС «Российский общенародный союз».

## История партии
Датой основания следует считать 21 сентября 1991 года, когда депутатом Верховного совета РСФСР Сергеем Бабуриным был основан «Российский Общенародный Союз». В 2001 г. «Российский общенародный союз» («РОС»), «Союз реалистов», «Спас» и «Русское Возрождение» объединились в «Народную волю». До весны 2007 года существовала под названием «Наро́дная во́ля». В 2007 году преобразована в партию «Народный союз», а затем снова партией «Российский Общенародный Союз». 13 декабря 2008 преобразовалась в общественное объединение и вошла в состав общественно-политического движения «Российский общенародный союз».

## Деятельность
На выборах 2003 г. «Народная воля» вошла в блок «Родина». В 2005 г., когда лидер фракции Рогозин стал позиционироваться как оппозиционер, создала вторую фракцию «Родина» в Госдуме, позже переименованную в «Народную волю». Затем фракцию возглавил оппонент Бабурина Семигин, и Бабурин со своими сторонниками вышел из неё, сохранив пост вице-спикера.
К выборам в Госдуму 2007 г. не допущена, поддержала КПРФ «при отказе от воинствующего безбожия». На выборах 2011 года поддерживала ЛДПР. Представители партии принимали участие в протестах против фальсификаций выборов.
Ориентация — национализм, оппозиция правительству, усиление государства.
Лидер партии — Сергей Бабурин.